# Dione Regio
Pour les articles homonymes, voir Dioné.
Dione Regio est une région homogène située sur Vénus dans le quadrangle de Nepthys Mons. Elle a été nommée en référence à Dioné, Titanide grecque, consort de Zeus et mère d'Aphrodite selon Homère.